# J2 League 2021
Die J2 League 2021 war die 23. Spielzeit der zweithöchsten Fußball-Spielklasse der japanischen J.League. Die Saison begann mit dem ersten Spieltag am 27. Februar 2021. Meister wurde Júbilo Iwata, der zum ersten Mal die J2 League gewann und dadurch nach zweijähriger Abwesenheit wieder in die J1 League zurückkehrte.

## Modus
Die 22 Mannschaften der J2 League spielen ihren Meister in einem Doppelrundenturnier im Kalenderjahr aus, wobei jedes Team in einem Hin- und Rückspiel gegeneinander antritt, sodass jede Mannschaft am Saisonende 42 Spiele absolviert hat. Die ersten beiden Mannschaften steigen in die J1 League auf, die Aufstiegsplayoffs für die Mannschaften vom dritten bis zum sechsten Tabellenplatz finden in dieser Saison nicht statt.
Aufgrund der COVID-19-Pandemie in Japan entschied die J.League, dass es in der Saison 2020 keine Absteiger in der J1 League und der J2 League geben wird. Dadurch wird die J1 League 2021 einmalig mit 20 Mannschaften ausgetragen. Um zum Ende der Saison wieder die ursprüngliche Ligastärke von 18 Mannschaften herzustellen, steigen vier Vereine in die J2 League ab. Da die Ligastärke der J2 League von 22 Mannschaften beibehalten werden soll, steigen zum Ende der Saison ebenfalls vier Vereine in die J3 League ab.
Ermittelt wird die Tabelle anhand der folgenden Kriterien:
1. Anzahl der erzielten Punkte
2. Tordifferenz
3. Direkter Vergleich der punktgleichen Teams
4. Anzahl der Siege
5. Erzielte Tore
6. Anzahl der Foulpunkte
7. Losentscheid

## Mannschaften
| Team                | Stadt                        | Heimstadion                           |
| ------------------- | ---------------------------- | ------------------------------------- |
| Blaublitz Akita     | Akita, Akita                 | Soyu Stadium                          |
| Montedio Yamagata   | Tendō, Yamagata              | ND Soft Stadium                       |
| Mito Hollyhock      | Mito, Ibaraki                | K's denki Stadium                     |
| Tochigi SC          | Utsunomiya, Tochigi          | Tochigi Green Stadium                 |
| Thespakusatsu Gunma | Kusatsu, Gunma               | Shoda Shoyu Stadium Gunma             |
| Omiya Ardija        | Omiya-ku in Saitama, Saitama | NACK5 Stadium Ōmiya                   |
| JEF United Chiba    | Chiba & Ichihara, Chiba      | Fukuda Denshi Arena                   |
| Tokyo Verdy         | Tokio, Tokio                 | Ajinomoto Stadium                     |
| FC Machida Zelvia   | Machida, Tokio               | Machida-GION-Stadion                  |
| SC Sagamihara       | Sagamihara, Kanagawa         | Sagamihara Gion Stadium               |
| Ventforet Kofu      | Kofu, Yamanashi              | Yamanashi Chuo Bank Stadium           |
| Matsumoto Yamaga    | Matsumoto, Nagano            | Sunpro Alwin Stadium                  |
| Albirex Niigata     | Niigata, Niigata             | Denka Big Swan Stadium                |
| Zweigen Kanazawa    | Kanazawa, Ishikawa           | Ishikawa Athletics Stadium            |
| Júbilo Iwata        | Iwata, Shizuoka              | Yamaha Stadium Shizuoka-Ecopa-Stadion |
| Kyōto Sanga         | Kyōto, Kyōto                 | Sanga Stadium by Kyocera              |
| Fagiano Okayama     | Okayama, Okayama             | City Light Stadium                    |
| Renofa Yamaguchi FC | Yamaguchi, Yamaguchi         | Ishin Me-Life Stadium                 |
| Ehime FC            | Matsuyama, Ehime             | Ningineer Stadium                     |
| Giravanz Kitakyushu | Kitakyūshū, Fukuoka          | Mikuni World Stadium Kitakyūshū       |
| V-Varen Nagasaki    | Nagasaki, Nagasaki           | Transcosmos Stadium Nagasaki          |
| FC Ryūkyū           | Okinawa, Okinawa             | Tapic Kenso Hiyagon Stadium           |

## Trainer
| Verein              | Cheftrainer                                     |
| ------------------- | ----------------------------------------------- |
| Blaublitz Akita     | Ken Yoshida                                     |
| Montedio Yamagata   | Kiyotaka Ishimaru → Jin Satō → Peter Cklamovski |
| Mito HollyHock      | Tadahiro Akiba                                  |
| Tochigi SC          | Kazuaki Tasaka                                  |
| Thespakusatsu Gunma | Ryōsuke Okuno → Kiyokazu Kudō                   |
| Omiya Ardija        | Ken Iwase → Norio Sasaki → Masahiro Shimoda     |
| JEF United Chiba    | Yoon Jong-hwan                                  |
| Tokyo Verdy         | Hideki Nagai → Takafumi Hori                    |
| FC Machida Zelvia   | Ranko Popović                                   |
| SC Sagamihara       | Fumitake Miura → Takuya Takagi                  |
| Ventforet Kofu      | Akira Itō                                       |
| Matsumoto Yamaga FC | Kei Shibata → Hiroshi Nanami                    |
| Albirex Niigata     | Albert Puig                                     |
| Zweigen Kanazawa    | Masaaki Yanagishita                             |
| Júbilo Iwata        | Masakazu Suzuki                                 |
| Kyoto Sanga FC      | Cho Kwi-jae                                     |
| Fagiano Okayama     | Kenji Arima                                     |
| Renofa Yamaguchi FC | Susumu Watanabe → Yoshihiro Natsuka             |
| Ehime FC            | Shigenari Izumi → Noritada Saneyoshi            |
| Giravanz Kitakyushu | Shinji Kobayashi                                |
| V-Varen Nagasaki    | Takayuki Yoshida → Hiroshi Matsuda              |
| FC Ryukyu           | Yasuhiro Higuchi → Tetsuhiro Kina               |

## Spieler
| Verein              | Spieler |
| ------------------- | --- |
| Blaublitz Akita     | Yoshiaki Arai (5/0), Kenshirō Tanioku (20/1), Jun’ya Suzuki (20/1), Kaito Chida (19/0), Yūji Wakasa (37/2), Makoto Fukōin (24/1), Taira Shige (42/2), Ryōta Nakamura (40/5), Ken Hisatomi (17/0), Ryūji Saitō (27/0), Yōsuke Mikami (23/1), Nao Eguchi (8/1), Naoki Inoue (27/2), Kōki Shimosaka (1/0), Ibuki Yoshida (24/3), Hayate Take (33/7), Yūdai Tanaka (38/0), Masaki Okino (36/2), Shūto Inaba (41/0), Naoyuki Yamada (8/0), Tomofumi Fujiyama (16/0), Masashi Kokubun (5/0), Keita Saitō (41/4), Shigeto Masuda (28/3), Ryūtarō Iio (39/4), Yūkō Takase (11/0), Kōya Handa (8/0), Ken’ichi Kaga (17/1) |
| Montedio Yamagata   | Víctor (23/0), Kōsuke Yamazaki (33/0), Naoki Kuriyama (4/1), Hiroki Noda (35/2), Takumi Yamada (42/0), Ken’ya Okazaki (19/0), Hayata Komatsu (2/0), Vinícius Araújo (26/14), Atsutaka Nakamura (7/1), Yūki Horigome (8/0), Kōki Kido (21/0), Kōta Yamada (42/8), Ibuki Fujita (33/5), Taiki Katō (28/7), Shūto Minami (40/1), Ryōta Matsumoto (8/0), Lulinha (10/0), Martinus (13/1), Yūta Kumamoto (20/1), Ren Fujimura (5/0), Shintarō Kokubu (36/1), Kanta Matsumoto (10/0), Tomoyasu Yoshida (18/0), Shūhei Takizawa (2/0), Riku Handa (37/3), Ryōnosuke Kabayama (16/2), Masamichi Hayashi (36/6), Hikaru Nakahara (41/6), Eisuke Fujishima (21/0) |
| Mito HollyHock      | Jelani Reshaun Sumiyoshi (21/1), Kōshi Ōsaki (29/3), Tabinas Jefferson (32/1), Yūji Kimura (24/0), Yūichi Hirano (19/0), Towa Yamane (34/2), Yūto Mori (32/1), Masato Nakayama (35/12), Jun Kanakubo (4/0), Mizuki Andō (34/6), Shōhei Kishida (3/0), Kai Matsuzaki (41/8), Kōya Okuda (37/6), Ayumi Niekawa (40/0), Ryō Niizato (37/2), Shumpei Fukahori (12/1), Kōichi Murata (31/0), Noah Kenshin Browne (11/0), Nao Yamada (1/0), Kō Yanagisawa (12/0), Hayato Nukui (10/1), Jun’ya Hosokawa (7/0), Yūto Hiratsuka (21/0), Riku Furuyado (1/0), Shūto Watanabe (4/0), Shōta Fujio (22/8), Akihito Ozawa (1/0), Stevia Egbus Mikuni (17/0), Shōsei Okamoto (2/0), Kōki Gotōda (3/0), Takaya Kuroishi (15/0), Kaiho Nakayama (1/0), Yoshitake Suzuki (36/0), Kōki Imakake (4/0), Ryōtarō Itō (20/4), Takahiro Nakazato (14/0) |
| Tochigi SC          | Shūhei Kawata (19/0), Masaya Yoshida (12/0), Ryōta Takasugi (4/0), Yasutaka Yanagi (42/8), Toshiki Mori (38/5), Juninho (30/2), Rimu Matsuoka (22/0), Yūki Nishiya (36/1), Hiroki Oka (1/0), Daisuke Kikuchi (21/0), Ren Yamamoto (25/1), Kōki Ōshima (30/1), Kennedy Egbus Mikuni (24/0), Ken’ya Onodera (23/1), Keita Ueda (7/0), Shō Satō (38/2), Yukuto Omoya (21/1), Masato Igarashi (3/0), Kishō Yano (41/4), Yōhei Toyoda (16/3), Junki Hata (30/3), Hayato Kurosaki (20/0), Kōtarō Arima (21/0), Daichi Inui (20/1), Kōta Ueda (11/0), Sora Kobori (1/0), Nagi Matsumoto (27/1), Teppei Yachida (14/3), Yūshi Mizobuchi (17/0), Powell Obinna Obi (22/0) |
| Thespakusatsu Gunma | Keiki Shimizu (25/0), Hayate Shirowa (6/0), Hiroto Hatao (38/3), Yūki Kawakami (3/0), Yūta Fujii (12/0), Tatsuya Uchida (39/0), Jun’ya Katō (28/3), Yūzō Iwakami (37/2), Shūto Kitagawa (25/4), Shōta Aoki (30/3), Toshiya Tanaka (37/3), Sō Hirao (22/0), Justin Toshiki Kinjō (24/0), Kazune Kubota (33/2), Kōhei Shin (19/2), Tomoyuki Shiraishi (18/2), Shūhei Matsubara (17/0), Yuriya Takahashi (9/0), Yūya Mitsunaga (11/0), Masaya Kojima (21/0), Ryūichi Ichiki (1/0), Kōji Okumura (9/0), Kōdai Watanabe (30/3), Hajime Hosogai (6/0), Shōi Yoshinaga (21/0), Taiki Amagasa (2/0), Akito Takagi (23/1), Shun Ōbu (14/0), Yūto Nakayama (30/1), Genki Ōmae (37/4) |
| Omiya Ardija        | Takashi Kasahara (6/0), Hiroyuki Kōmoto (17/1), Hiroya Matsumoto (16/0), Toshiki Ishikawa (16/0), Akinari Kawazura (19/0), Yūta Mikado (37/2), Kazuaki Mawatari (41/2), Shunsuke Kikuchi (16/2), Atsushi Kurokawa (42/9), Kanji Okunuki (17/3), Daisuke Watabe (12/0), Keisuke Ōyama (19/0), Nermin Haskić (21/4), Sōya Takada (4/0), Ibba (22/3), Kazuki Kushibiki (21/0), Hijiri Onaga (28/0), Kiichi Yajima (10/1), Keisuke Nishimura (33/2), Masato Kojima (38/1), Seiya Nakano (30/6), Tomoki Ueda (11/0), Atsushi Kawata (19/7), Kazuaki Sasō (11/0), Yūta Minami (19/0), Eitarō Matsuda (10/0), Shun’ya Suzuki (1/0), Filip Kljajić (7/0), Masahito Ono (32/3), Kōhei Yamakoshi (20/1), Masayuki Yamada (15/0), Masaya Shibayama (31/1), Tomoya Ōsawa (5/1)                                                              |
| JEF United Chiba    | Shōta Arai (37/0), Jun Okano (26/0), Taishi Taguchi (27/2), Yūsuke Kobayashi (24/0), Yūto Iwasaki (16/0), Riku Danzaki (4/0), Takayuki Funayama (38/8), Kōki Yonekura (15/0), Daisuke Suzuki (41/3), Shūto Kojima (17/0), Jang Min-gyu (36/1), Takaki Fukumitsu (36/3), Ikki Arai (29/2), Andrew Kumagai (21/0), Shūhei Ōtsuki (14/0), Asahi Yada (14/0), Itsuki Oda (24/2), Ryōta Suzuki (5/0), Yukitoshi Itō (6/0), Rui Sueyoshi (25/1), Yūshi Mizobuchi (3/0), Issei Takahashi (34/3), Michihiro Yasuda (35/0), Keita Buwanika (14/1), Tomoya Miki (42/14), Solomon Sakuragawa (30/4), Saldanha (31/3) |
| Tokyo Verdy         | Takahiro Shibasaki (8/0), Masashi Wakasa (41/0), Seitarō Tomisawa (4/0), Ryōta Kajikawa (37/3), Tomohiro Taira (8/0), Rihito Yamamoto (30/1), Kōki Morita (18/1), Haruya Ide (13/3), Yūhei Satō (34/1), Jaílton Paraíba (10/0), Ryōya Yamashita (38/7), Mizuki Arai (15/1), Taiga Ishiura (27/0), Boniface Nduka (34/2), Takayuki Fukumura (34/0), Kōken Katō (36/1), Yūan Matsuhashi (11/0), Junki Koike (41/17), Mahiro Ano (8/0), Yūya Nagasawa (1/0), Seiya Baba (13/0), Daiki Fukazawa (17/1), Yūta Narawa (5/0), Jin Hanato (29/5), Kyōta Mochii (12/0), Ryōga Satō (42/13), Tatsuya Yamaguchi (15/0), Ryūji Sugimoto (19/1), Matheus (34/0), Rikuto Hashimoto (3/0), Akira Toshima (7/1), Kazuki Anzai (12/0), Takuma Hamasaki (4/1)                                                                                     |
| FC Machida Zelvia   | Masayuki Okuyama (38/2), Kai Miki (35/1), Hiroki Mizumoto (24/0), Kōta Fukatsu (37/1), Kaishū Sano (34/6), Mašović (6/0), Leo Takae (41/1), Chong Te-se (33/5), Taiki Hirato (40/8), Dudú (27/4), Yūki Okada (27/0), Kaina Yoshio (39/10), Reiya Morishita (12/0), Shōhei Takahashi (35/1), Ariajasuru Hasegawa (40/7), Shūta Doi (16/1), Carlos Duke (7/0), Talla Ndao (2/0), Ryūsuke Sakai (6/0), Takumi Narasaka (2/0), Misaki Haruyama (2/0), Shūsuke Ōta (37/9), Daiki Satō (1/0), Yūki Nakashima (41/6), Yū Hirakawa (1/0), Takuya Yasui (16/0), Kōki Fukui (42/0) |
| SC Sagamihara       | Agenor (5/0), Ryōsuke Tada (36/0), Kunde (7/0), Jungo Fujimoto (32/7), Daiki Umei (14/0), Jun’ichi Inamoto (9/0), Shōhei Kiyohara (16/1), Kaoru Takayama (4/0), Yuri (32/4), Rômulo (9/0), Ryōma Ishida (26/0), Tsubasa Andō (27/2), Ryū Kawakami (42/1), Motoaki Miura (22/0), Kōta Hoshi (23/1), Tatsuya Shirai (26/1), Kakeru Funaki (17/0), Ryō Kubota (6/0), Akihiko Takeshige (16/0), Yūki Nakayama (15/1), Shū Hiramatsu (39/5), Jirō Kamata (17/0), Reoto Kodama (16/2), Masashi Wada (20/1), Keita Gotō (5/0), Yasumasa Kawasaki (29/0), Seiji Kimura (17/1), Ren Shibamoto (6/0), Takahide Umebachi (22/0), Yūdai Fujiwara (17/0), Ryūji Sawakami (8/0), Shingō Hyōdō (7/0), Hikaru Naruoka (17/0), Yūan Matsuhashi (17/2), Shunto Kodama (8/3)                                                                       |
| Ventforet Kofu      | Kōhei Kawata (24/0), Hidehiro Sugai (18/1), Tatsushi Koyanagi (18/0), Hideomi Yamamoto (23/0), Takashi Kanai (7/0), Hideyuki Nozawa (29/1), Riku Nakayama (1/0), Ryōhei Arai (39/2), Kazushi Mitsuhira (25/3), Willian Lira (31/9), Kōki Arita (16/1), Fumitaka Kitatani (9/0), Ryōtarō Nakamura (33/4), Gakuto Notsuda (41/2), Shō Araki (42/3), Yoshiki Torikai (30/4), Jumma Miyazaki (23/4), Riku Nozawa (1/0), Masahiro Sekiguchi (34/2), Riku Yamada (37/2), Paulo Baya (6/0), Hiroyuki Takasaki (3/0), Niki Urakami (33/2), Kōsuke Okanishi (18/0), Yamato Naitō (2/0), Jin Izumisawa (26/10), Mendes (37/6), Motoki Hasegawa (36/7) |
| Matsumoto Yamaga FC | Kentarō Kakoi (26/0), Kyowaan Hoshi (20/0), Hayuma Tanaka (1/0), Akira Andō (14/0), Takayuki Mae (28/1), Kōjirō Shinohara (6/0), Paulo Jun’ichi Tanaka (23/0), Shūto Kawai (38/3), Lucão (4/0), Serginho (14/1), Toyofumi Sakano (33/3), Yūya Hashiuchi (21/1), Kunitomo Suzuki (37/6), Shō Itō (18/4), Tomohiko Murayama (16/0), Genta Omotehara (19/1), Akira Toshima (15/0), Takuma Hamasaki (8/0), Shūsuke Yonehara (12/0), Ryō Toyama (41/2), Rei Hirakawa (19/0), Itsuki Enomoto (13/3), Yōta Shimokawa (35/0), Kōki Kotegawa (20/0), Kaiga Murakoshi (7/0), Manato Yamada (3/0), Ayumu Yokoyama (16/0), Yūya Ōno (27/1), Taku Inafuku (1/0), Taiki Miyabe (20/2), Kazuhiro Satō (35/3), Masato Tokida (30/1), Takato Nonomura (20/0), Kazuma Yamaguchi (13/0)                                                            |
| Albirex Niigata     | Ryōsuke Kojima (9/0), Michael James (36/0), Kaito Taniguchi (42/13), Takahiro Kō (41/1), Kōji Suzuki (33/9), Shion Homma (32/5), Yūya Takazawa (13/1), Tatsuya Tanaka (1/0), Gonzalo González (7/0), Akito Fukuta (21/1), Yūji Hoshi (31/2), Yuzuru Shimada (38/2), Kōto Abe (32/0), Yōta Komi (4/0), Frank Romero (28/6), Sōya Fujiwara (40/0), Ryō Endō (1/0), Yūki Ōmoto (3/0), Fumiya Hayakawa (20/1), Yūto Horigome (41/1), Takumi Hasegawa (5/0), Yoshiaki Takagi (42/10), Kazuhiko Chiba (39/2), Shunsuke Mito (25/2), Ken Yamura (15/3), Kazuyoshi Shimabuku (2/0), Kazuki Fujita (2/0), Daichi Tagami (24/0) |
| Zweigen Kanazawa    | Masaaki Gotō (37/0), Yūji Sakuda (2/0), Ryōga Ishio (24/0), Riku Matsuda (42/2), Hisashi Ōhashi (37/0), Shintarō Shimada (33/4), Keita Fujimura (42/2), Shion Niwa (40/9), Yūji Senuma (33/6), Kyōhei Sugiura (39/2), Ryūhei Ōishi (26/2), Masahiro Kaneko (13/0), Taiki Watanabe (37/2), Toshiya Motozuka (7/0), Shō Hiramatsu (17/2), Ryō Kubota (4/0), Raisei Shimazu (5/0), Shōgo Rikiyasu (28/0), Yūto Shirai (5/0), Seiya Katakura (8/0), Takayuki Takayasu (17/0), Tomonobu Hiroi (23/1), Rodolfo (10/0), Hayato Ōtani (40/3), Gaku Inaba (6/0), Honoya Shōji (35/3), Yūto Nagamine (15/0) |
| Júbilo Iwata        | Naoki Hatta (5/0), Yasuyuki Konno (23/0), Kentarō Ōi (38/2), Yūki Ōtsu (40/6), Daiki Ogawa (25/3), Makito Itō (18/0), Kōtarō Ōmori (37/1), Kōki Ogawa (24/1), Hiroki Yamada (38/11), Lukian (41/22), Kotarō Fujikawa (16/0), Masaya Matsumoto (40/4), Hiroki Itō (20/2), Yūto Suzuki (41/8), Naoto Miki (1/0), Sō Nakagawa (5/0), Kōsuke Yamamoto (40/5), Riku Morioka (14/1), Naoki Kanuma (19/1), Fabián González (19/1), Ryūki Miura (37/0), Norimichi Yamamoto (35/1), Ryō Takano (8/0), Shōta Kaneko (17/1), Yasuhito Endō (35/3) |
| Kyoto Sanga FC      | Takahiro Iida (36/1), Seiji Kimura (1/0), Temma Matsuda (41/4), Kyōhei Kuroki (6/0), Yūki Honda (20/0), Kōsuke Taketomi (10/1), Daigo Araki (27/1), Peter Utaka (40/21), Yoshihiro Shōji (7/0), Yutaka Soneda (10/0), Takumi Miyayoshi (30/10), Hiroto Nakagawa (11/0), Kazuma Nagai (12/0), Shōhei Takeda (36/1), Takuya Ogiwara (40/2), Ryūnosuke Noda (4/0), Shōgo Asada (38/0), Tadanari Lee (17/0), Keisuke Shimizu (9/0), Jordy Buijs (41/5), Sōta Kawasaki (41/3), Keita Nakano (2/0), Katsuya Nakano (10/0), Shimpei Fukuoka (38/3), Sōichirō Kōzuki (2/0), Naoto Misawa (38/4), Tomoya Wakahara (33/0), Ismaila (16/3), Kōsuke Shirai (32/0), Ryōta Moriwaki (6/0) |
| Fagiano Okayama     | Kazuma Shiina (1/0), Yūma Hiroki (10/0), Mizuki Hamada (29/0), Rikito Inoue (42/0), Kōhei Kiyama (34/2), Eiji Shirai (38/1), Yūsuke Tanaka (8/0), Lee Yong-jae (10/2), Kiwara Miyazaki (23/1), Tomohiko Miyazaki (26/0), Junki Kanayama (18/0), Satoki Uejō (41/13), Hiroki Yamamoto (26/2), Ryōsuke Kawano (42/1), Kenji Sekido (8/0), Kazuki Saitō (19/0), Mitchell Duke (14/3), Riyo Kawamoto (30/2), Takashi Abe (24/1), Shunnosuke Matsuki (2/0), Wakaba Shimoguchi (9/1), Tatsuhiko Noguchi (6/0), Paulinho (30/0), Takaya Kimura (42/2), Yūto Hikida (12/2), Tōgo Umeda (24/0), Tomoya Fukumoto (4/0), Kaito Abe (16/0), Kyōya Yamada (2/0), Brenner Marlos (2/0), Shūhei Tokumoto (39/0), Hideki Ishige (14/6) |
| Renofa Yamaguchi FC | Kōsuke Kikuchi (16/0), Renan (22/1), Kentarō Satō (28/0), Hirofumi Watanabe (42/3), Daisuke Takagi (26/0), Kensuke Satō (22/0), Kazuhito Kishida (6/0), Jōji Ikegami (42/4), Yatsunori Shimaya (26/1), Takumi Kusumoto (23/0), Naoto Sawai (23/1), Ayumu Kawai (29/2), Kensei Ukita (19/2), Daisuke Yoshimitsu (7/0), Ren Komatsu (20/2), Wataru Tanaka (17/1), Kentarō Seki (36/0), Tsubasa Umeki (25/2), Riku Kamigaki (27/1), Hidenori Takahashi (3/0), Hikaru Manabe (12/0), Riku Tanaka (31/0), Henik (8/1), Yūki Kusano (30/5), Kōta Kawano (16/2), Kaito Kuwahara (10/0), Kento Hashimoto (8/1), Shūhei Ōtsuki (12/1), Hiroto Ishikawa (40/1), Kazuma Takai (38/6), Kaili Shimbo (3/0) |
| Ehime FC            | Masahiro Okamoto (22/0), Nobuhisa Urata (12/0), Taishi Nishioka (34/2), Jurato Ikeda (20/0), Takanori Maeno (18/0), Daiki Kogure (30/0), Shigeru Yokotani (10/1), Takumu Kawamura (34/8), Ryōsuke Maeda (23/0), Yoshiki Fujimoto (35/10), Takashi Kondō (40/3), Shūya Iwai (19/0), Makito Yoshida (29/5), Naoki Kuriyama (18/1), Hiroto Tanaka (32/0), Daiki Enomoto (19/1), Gō Nishida (4/0), Kyōji Kutsuna (33/0), Rikiya Motegi (41/1), Sora Ogawa (1/0), Shūma Mihara (5/0), Toshiya Takagi (16/0), Motoki Ohara (7/1), Kōji Yamase (27/1), Naoki Ōtani (17/0), Yōta Akimoto (20/0), Shōji Tōyama (19/1), Kenta Uchida (37/2), Kaisei Ishii (12/1), Kentarō Moriya (22/0) |
| Giravanz Kitakyushu | Kenshin Yoshimaru (19/0), Hiroto Arai (2/0), Yoshiki Satō (3/0), Takashi Kawano (12/0), Kōta Muramatsu (34/0), Kazuya Okamura (28/0), Ryō Satō (28/4), Mitsunari Musaka (21/0), Zen Cardona (13/0), Daigo Takahashi (42/10), Yūdai Nagano (28/0), Taiga Maekawa (40/3), Takayuki Arakaki (33/3), Wataru Noguchi (26/0), Yasufumi Nishimura (32/2), Takeaki Harigaya (35/0), Takamitsu Tomiyama (39/7), Shun Hirayama (20/0), Yūki Katō (5/0), Jin Ikoma (32/1), Sōta Satō (7/0), Hiroki Maeda (5/0), Takeaki Hommura (12/0), Toshiki Onozawa (16/0), Yūya Tanaka (17/0), Takaya Inui (13/1), Kenta Fukumori (18/1), Kō Shimura (2/0), Takuya Nagata (33/2), Haruki Izawa (14/0), Naoki Tsubaki (11/0), Sō Fujitani (13/0) |
| V-Varen Nagasaki    | Masaya Tomizawa (28/0), Masashi Kamekawa (13/0), Freire (12/1), Takuma Shikayama (1/0), Caio César (40/4), Edigar Junio (32/15), Ryōta Isomura (7/0), Cayman Togashi (15/1), Luan (16/1), Keiji Tamada (19/2), Masaru Katō (32/2), Takumi Nagura (25/3), Hijiri Katō (21/2), Seiya Maikuma (38/3), Hiroki Akino (13/0), Ryōhei Yamazaki (20/0), Takashi Sawada (36/3), Yōhei Ōtake (10/0), Tōru Takagiwa (2/0), Yūya Kuwasaki (33/1), Shun'ya Yoneda (34/2), Yūsei Egawa (32/2), Ryō Shinzato (32/1), Hiroshi Futami (28/1), Ken Tokura (37/7), Wellington Rato (21/7), Kenta Tokushige (12/0), Víctor Ibarbo (6/0), Asahi Uenaka (19/10), Taisei Abe (4/0) |
| FC Ryukyu           | Yūya Torikai (7/0), Ryōji Fukui (12/1), Ryōhei Okazaki (28/0), Kōki Kazama (40/2), Keita Tanaka (21/2), Kōya Kazama (42/5), Lee Yong-jick (27/1), Yū Tomidokoro (36/2), Kazaki Nakagawa (11/1), Kōki Kiyotake (37/9), Keigo Numata (35/1), Tetsuya Chinen (27/0), Takuma Abe (32/6), Shintarō Shimizu (32/6), Kazumasa Uesato (34/2), Shin’ya Uehara (39/2), Makito Uehara (10/0), Ren Ikeda (33/6), Shingo Akamine (27/3), Reo Yamashita (1/0), Junto Taguchi (30/0), Shunsuke Motegi (16/3), Ramon (6/0), Mizuki Ichimaru (10/0), Kōsuke Inose (13/0), Sittichok Paso (4/0), Takashi Kanai (18/2), Hidetoshi Takeda (15/2) |

## Tabelle
| Pl.               | Verein              | Sp. | S  | U  | N  | Tore    | Diff. | Punkte |
| ----------------- | ------------------- | --- | -- | -- | -- | ------- | ----- | ------ |
| 1.                | Júbilo Iwata        | 42  | 27 | 10 | 5  | 075:420 | +33   | 91     |
| 2.                | Kyōto Sanga         | 42  | 24 | 12 | 6  | 059:310 | +28   | 84     |
| 3.                | Ventforet Kofu      | 42  | 23 | 11 | 8  | 065:380 | +27   | 80     |
| 4.                | V-Varen Nagasaki    | 42  | 23 | 9  | 10 | 069:440 | +25   | 78     |
| 5.                | FC Machida Zelvia   | 42  | 20 | 12 | 10 | 064:380 | +26   | 72     |
| 6.                | Albirex Niigata     | 42  | 18 | 14 | 10 | 061:400 | +21   | 68     |
| 7.                | Montedio Yamagata   | 42  | 20 | 8  | 14 | 061:490 | +12   | 68     |
| 8.                | JEF United Chiba    | 42  | 17 | 15 | 10 | 048:360 | +12   | 66     |
| 9.                | FC Ryūkyū           | 42  | 18 | 11 | 13 | 057:470 | +10   | 65     |
| 10.               | Mito Hollyhock      | 42  | 16 | 11 | 15 | 059:500 | +9    | 59     |
| 11.               | Fagiano Okayama     | 42  | 15 | 14 | 13 | 040:360 | +4    | 59     |
| 12.               | Tokyo Verdy         | 42  | 16 | 10 | 16 | 062:660 | −4    | 58     |
| 13.               | Blaublitz Akita (N) | 42  | 11 | 14 | 17 | 041:530 | −12   | 47     |
| 14.               | Tochigi SC          | 42  | 10 | 15 | 17 | 037:510 | −14   | 45     |
| 15.               | Renofa Yamaguchi FC | 42  | 10 | 13 | 19 | 037:510 | −14   | 43     |
| 16.               | Omiya Ardija        | 42  | 9  | 15 | 18 | 054:560 | −2    | 42     |
| 17.               | Zweigen Kanazawa    | 42  | 10 | 11 | 21 | 039:600 | −21   | 41     |
| 18.               | Thespakusatsu Gunma | 42  | 9  | 14 | 19 | 035:560 | −21   | 41     |
| 19.               | SC Sagamihara (N)   | 42  | 8  | 14 | 20 | 033:540 | −21   | 38     |
| 20.               | FC Ehime            | 42  | 7  | 14 | 21 | 038:670 | −29   | 35     |
| 21.               | Giravanz Kitakyūshū | 42  | 7  | 14 | 21 | 035:660 | −31   | 35     |
| 22.               | Matsumoto Yamaga    | 42  | 7  | 13 | 22 | 036:710 | −35   | 34     |
| Stand: Saisonende |                     |     |    |    |    |         |       |        |

| Zum Saisonende 2021:                                                                             |                                                                   |
| Aufstieg in die J1 League 2022: Júbilo Iwata, Kyoto Sanga                                        |                                                                   |
| Abstieg in die J3 League 2022: SC Sagamihara, Giravanz Kitakyūshū, Ehime FC, Matsumoto Yamaga FC |                                                                   |
| Zum Saisonende 2020:                                                                             |                                                                   |
| (N)                                                                                              | Aufsteiger aus der J3 League 2020: Blaublitz Akita, SC Sagamihara |

## Kreuztabelle
Die Kreuztabelle stellt die Ergebnisse aller Spiele der Saison dar. Die Heimmannschaft ist in der linken Spalte, die Gastmannschaft in der oberen Zeile aufgelistet.
|                     |                   |     |     |     |     |     |     |     |     | SS  |     | ZK  |     | MY  |     |     | FO  | RY  |     | GK  | VN  | FR  |
| Blaublitz Akita     |                   | 0:0 | 1:0 | 1:1 | 1:0 | 0:0 | 1:1 | 1:4 | 0:2 | 1:1 | 0:2 | 1:1 | 0:2 | 1:4 | 1:1 | 1:0 | 0:1 | 1:1 | 0:2 | 1:1 | 1:1 | 1:1 |
| Montedio Yamagata   | 2:1               |     | 0:1 | 1:2 | 1:0 | 2:2 | 3:1 | 1:2 | 3:5 | 2:0 | 0:2 | 4:1 | 2:2 | 1:0 | 1:0 | 0:2 | 0:1 | 2:0 | 1:0 | 5:1 | 1:3 | 2:2 |
| Mito Hollyhock      | 0:3               | 0:1 |     | 1:1 | 2:1 | 1:2 | 0:1 | 1:1 | 3:0 | 2:0 | 4:0 | 2:1 | 0:1 | 3:0 | 1:3 | 0:2 | 1:1 | 0:0 | 2:1 | 0:0 | 1:0 | 0:2 |
| Tochigi SC          | 0:1               | 1:2 | 0:0 |     | 0:1 | 1:3 | 0:1 | 2:2 | 1:1 | 0:0 | 2:2 | 1:0 | 0:1 | 3:0 | 1:1 | 0:0 | 0:2 | 3:2 | 2:1 | 1:2 | 0:2 | 1:2 |
| Thespakusatsu Gunma | 2:1               | 1:2 | 2:1 | 0:0 |     | 1:1 | 0:1 | 2:2 | 0:1 | 1:1 | 0:0 | 0:0 | 0:3 | 1:0 | 0:0 | 1:1 | 1:0 | 3:0 | 1:1 | 0:2 | 1:2 | 0:2 |
| Omiya Ardija        | 1:1               | 1:3 | 1:3 | 1:1 | 3:1 |     | 0:2 | 2:1 | 0:1 | 1:0 | 2:3 | 2:2 | 0:2 | 4:0 | 1:2 | 1:2 | 0:0 | 1:2 | 0:1 | 3:1 | 4:0 | 2:2 |
| JEF United Chiba    | 0:2               | 1:1 | 2:2 | 0:0 | 2:0 | 2:1 |     | 0:1 | 1:1 | 0:1 | 0:0 | 2:1 | 1:1 | 0:0 | 1:3 | 0:0 | 4:2 | 0:0 | 1:0 | 2:0 | 2:0 | 1:2 |
| Tokyo Verdy         | 3:1               | 0:2 | 2:1 | 2:1 | 3:1 | 1:1 | 1:5 |     | 0:1 | 3:0 | 1:3 | 2:4 | 0:0 | 2:0 | 0:2 | 0:2 | 1:2 | 3:1 | 3:0 | 2:0 | 0:3 | 1:1 |
| FC Machida Zelvia   | 0:2               | 1:1 | 2:1 | 0:0 | 1:1 | 0:0 | 0:1 | 2:2 |     | 1:0 | 2:1 | 0:1 | 3:0 | 3:2 | 1:2 | 0:1 | 1:1 | 0:2 | 5:0 | 0:1 | 3:3 | 3:0 |
| SC Sagamihara       | 0:1               | 0:1 | 4:4 | 0:0 | 0:0 | 2:1 | 1:0 | 0:2 | 1:1 |     | 2:2 | 1:1 | 2:1 | 1:1 | 1:2 | 0:2 | 2:3 | 2:0 | 0:1 | 0:0 | 0:1 | 1:5 |
| Albirex Niigata     | 1:2               | 1:2 | 0:0 | 3:0 | 3:1 | 2:2 | 2:0 | 7:0 | 0:2 | 2:1 |     | 1:0 | 1:0 | 0:0 | 0:1 | 0:1 | 0:1 | 1:0 | 2:0 | 0:0 | 1:0 | 2:1 |
| Zweigen Kanazawa    | 2:1               | 2:1 | 2:3 | 1:1 | 1:1 | 1:0 | 0:1 | 0:4 | 0:4 | 2:1 | 1:0 |     | 1:2 | 1:1 | 1:2 | 1:2 | 0:0 | 0:1 | 2:1 | 1:1 | 0:2 | 1:2 |
| Ventforet Kofu      | 1:0               | 2:0 | 3:3 | 2:1 | 6:2 | 1:0 | 1:1 | 2:0 | 0:1 | 2:0 | 2:2 | 2:0 |     | 3:2 | 2:2 | 3:0 | 1:2 | 2:2 | 1:0 | 1:1 | 2:1 | 1:0 |
| Matsumoto Yamaga    | 3:1               | 1:1 | 0:1 | 0:1 | 1:0 | 0:0 | 0:1 | 2:1 | 1:5 | 2:1 | 1:1 | 0:0 | 3:3 |     | 0:4 | 2:2 | 1:3 | 1:1 | 0:1 | 2:1 | 1:2 | 1:2 |
| Júbilo Iwata        | 2:1               | 1:2 | 3:2 | 3:2 | 1:0 | 3:2 | 1:0 | 2:1 | 1:3 | 1:1 | 3:2 | 1:0 | 1:0 | 4:1 |     | 1:0 | 1:1 | 1:2 | 2:2 | 4:1 | 2:2 | 2:0 |
| Kyōto Sanga         | 3:1               | 1:0 | 1:0 | 2:0 | 2:2 | 1:0 | 2:1 | 3:1 | 2:1 | 2:1 | 1:1 | 0:0 | 0:0 | 0:0 | 3:4 |     | 2:0 | 1:1 | 3:2 | 6:1 | 0:2 | 2:1 |
| Fagiano Okayama     | 1:1               | 1:0 | 1:2 | 0:1 | 0:1 | 1:0 | 1:3 | 0:1 | 1:2 | 0:0 | 1:1 | 0:1 | 1:3 | 3:0 | 0:1 | 0:0 |     | 1:0 | 0:0 | 1:0 | 0:1 | 3:0 |
| Renofa Yamaguchi FC | 1:0               | 2:1 | 2:2 | 0:1 | 1:0 | 0:1 | 0:1 | 1:2 | 0:1 | 1:0 | 1:2 | 4:1 | 0:1 | 0:0 | 2:2 | 0:2 | 0:0 |     | 2:2 | 0:1 | 1:3 | 2:0 |
| Ehime FC            | 1:3               | 0:4 | 0:5 | 0:1 | 1:2 | 3:3 | 1:1 | 2:2 | 0:0 | 1:2 | 0:2 | 1:3 | 0:1 | 3:1 | 0:0 | 0:1 | 2:2 | 1:1 |     | 2:2 | 0:2 | 1:1 |
| Giravanz Kitakyushu | 1:1               | 0:0 | 1:2 | 1:2 | 2:2 | 3:1 | 0:0 | 2:2 | 2:1 | 1:2 | 1:4 | 1:0 | 0:1 | 1:2 | 0:2 | 0:2 | 0:0 | 0:0 | 0:2 |     | 0:1 | 1:2 |
| V-Varen Nagasaki    | 1:2               | 5:1 | 2:1 | 3:0 | 4:1 | 1:1 | 2:2 | 1:1 | 0:3 | 0:0 | 1:1 | 2:1 | 2:1 | 1:0 | 0:1 | 2:0 | 0:1 | 3:0 | 1:1 | 3:2 |     | 3:1 |
| FC Ryukyu           | 2:1               | 0:2 | 0:1 | 4:2 | 0:1 | 0:0 | 2:2 | 2:0 | 0:0 | 0:1 | 1:1 | 2:1 | 1:0 | 4:0 | 1:0 | 0:0 | 1:1 | 2:1 | 0:1 | 3:0 | 3:1 |     |
|                     | Stand: Saisonende |     |     |     |     |     |     |     |     |     |     |     |     |     |     |     |     |     |     |     |     |     |

## Torschützenliste
| Platz             | Name            | Mannschaft        | Tore |
| ----------------- | --------------- | ----------------- | ---- |
| 1.                | Lukian          | Júbilo Iwata      | 22   |
| 2.                | Peter Utaka     | Kyōto Sanga       | 21   |
| 3.                | Junki Koike     | Tokyo Verdy       | 17   |
| 4.                | Edigar Junio    | V-Varen Nagasaki  | 15   |
| 5.                | Vinícius Araújo | Montedio Yamagata | 14   |
| 5.                | Tomoya Miki     | JEF United Chiba  | 14   |
| 7.                | Ryōga Satō      | Tokyo Verdy       | 13   |
| 7.                | Kaito Taniguchi | Albirex Niigata   | 13   |
| 7.                | Satoki Uejō     | Fagiano Okayama   | 13   |
| 10.               | Masato Nakayama | Mito HollyHock    | 12   |
| Stand: Saisonende |                 |                   |      |